# Карбен-Гілл (Огайо)
Карбен-Гілл (англ. Carbon Hill) — переписна місцевість (CDP) в США, в окрузі Гокінг штату Огайо. Населення — 178 осіб (2020).

## Географія
Карбен-Гілл розташований за координатами 39°30′7″ пн. ш. 82°14′34″ зх. д. / 39.50194° пн. ш. 82.24278° зх. д. (39.502073, -82.242722).  За даними Бюро перепису населення США в 2010 році переписна місцевість мала площу 1,05 км², з яких 1,05 км² — суходіл та 0,01 км² — водойми.

## Демографія
Згідно з переписом 2010 року, у переписній місцевості мешкали 233 особи в 94 домогосподарствах у складі 71 родини. Густота населення становила 221 особа/км².  Було 97 помешкань (92/км²).
Расовий склад населення:
| - 94,8 % — білих - 1,7 % — корінних американців - 1,3 % — азіатів |

До двох чи більше рас належало 1,7 %. Частка іспаномовних становила 0,4 % від усіх жителів.
За віковим діапазоном населення розподілялося таким чином: 23,2 % — особи молодші 18 років, 66,9 % — особи у віці 18—64 років, 9,9 % — особи у віці 65 років та старші. Медіана віку мешканця становила 41,3 року. На 100 осіб жіночої статі у переписній місцевості припадало 102,6 чоловіків;  на 100 жінок у віці від 18 років та старших — 103,4 чоловіків також старших 18 років.
За межею бідності перебувало 22,3 % осіб, у тому числі 0,0 % дітей у віці до 18 років та 40,0 % осіб у віці 65 років та старших.
Цивільне працевлаштоване населення становило 80 осіб. Основні галузі зайнятості: освіта, охорона здоров'я та соціальна допомога — 46,3 %, транспорт — 13,8 %, роздрібна торгівля — 12,5 %.